# Tanjung Besar (Mekakau Ilir)
Tanjung Besar is een bestuurslaag in het regentschap Ogan Komering Ulu Selatan van de provincie Zuid-Sumatra, Indonesië. Tanjung Besar telt 1988 inwoners (volkstelling 2010).